# Canal du Midi

A csatorna térképvázlata

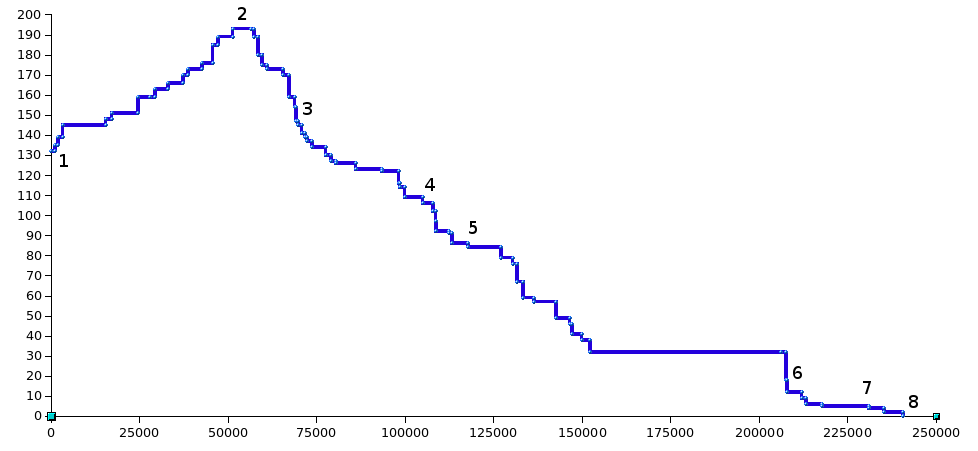
A Canal du Midi profilja

A Canal du Midi történelmi jelentőségű hajózócsatorna Franciaország déli részén (franciául le midi). A Garonne folyót köti össze a Földközi-tengerrel. A csatorna 240 km hosszú és Toulouse-tól Sète kikötőig nyúlik (ez utóbbit azért alapították, hogy a csatornának a keleti végpontja legyen.)

## Történet
A Canal du Midi XIV. Lajos uralkodása idején, 15 év alatt épült. Eredeti célja az volt, hogy közvetlen összeköttetést teremtsen az Atlanti-óceán és a Földközi-tenger között, kiküszöbölve az ellenséges Spanyolország körül vezető hosszú tengeri utat, a tengeri kalózokat és a 17. századi körülmények között egy hónapi utazást.
Az építkezést a király 1666 októberében engedélyezte, és a csatornát 1681. május 24-én nyitották meg, Canal Royal de Languedoc néven. A tervező és az építés vezetője Pierre-Paul Riquet volt, egy gazdag adóbérlő, aki a sóadóból származó jövedelméből támogatta az építkezést. A király cserébe neki adta volna a csatorna jövedelmét, Riquet azonban csődbe ment és szegénységben halt meg 1680-ban, néhány hónappal a csatorna megnyitása előtt. A teljes költség 17 millió akkori livre volt, amelynek 40%-át a király, 40%-át a tartomány és 20%-át Riquet előlegezte meg, hogy tulajdonossá váljon. A csatorna építésénél 12 000 munkás dolgozott, a korhoz képest jó fizetéssel. Még „táppénzt” is kaptak, ami az akkori időkben ritka kivétel volt.
Az építkezés hivatalosan 1684-ben ért véget, de hamarosan kiderült, hogy az építményeken számos változtatást kell elvégezni. A király ezért javaslatokat kért Sébastien Vaubantól, a kor leghíresebb hadmérnökétől. A Vauban ellenőrzését követő legjelentősebb változtatásokat Antoine de Niquet irányításával végezték 1686 és 1694 között. A Canal du Midi építése végül ezzel fejeződött be.
A 19. századig a csatorna gazdaságilag fontos víziút volt. Két oldalán vontatóösvényeket alakítottak ki az igavonó állatok számára. Ma a csatorna turista útvonalnak számít, a vontatóösvényből pedig helyenként kerékpárút lett. A csatorna teljes hosszában hajózható. Vonzerejének turisztikai célú kihasználására több társaság kínál autó jogosítvánnyal vezethető lakóhajókat.

## A csatorna jellemzői
A csatornán 103 zsilip van, amelyek a 190 méternyi szintkülönbség kiegyenlítésére szolgálnak. A csatornához összesen 328 műtárgy tartozik, a zsilipeken kívül hidak, gátak és egy alagút.
A Canal du Midi három folyót szel át, melyek fölött hídcsatorna építésével vezették tovább. A Földközi-tenger felé haladva, Carcassonne mellett a Fresquel, Trèbes-nél az Orbiel, Béziers-nél az Orb folyó fölött.
A csatornán több eredeti, a maga korábban különlegességnek számító műtárgy épült. Ilyen az 1679-ben fúrt, 173 méter hosszú Malpas alagút, amely Nissan-lez-Enserune mellett egy domb alatt halad. Ez volt az első folyami hajózásra tervezett földalatti építmény. Egy másik eredeti megoldás az Agde-nál 1676-ban épített kör alakú zsilip, amelynek alakja lehetővé teszi, hogy egyszerre három hajó haladjon át rajta.
A csatorna egyik jellegzetessége, hogy Toulouse és Sète között egy ponton folyásirányt vált. Ennek oka az, hogy a csatorna legmagasabb pontja Montferrand környékére esik. Ez a Seuil de Naurouze (Naurouze-küszöb), az Atlanti-óceán és a Földközi-tenger vízgyűjtő területei közötti vízválasztó legalacsonyabb pontja. Az építők problémája az volt, hogy miképpen oldják meg a csatorna vízellátását. A Canal du Midit egy 34 km-es csatornán keresztül táplálják a Saint-Ferréol-tóból. A csatorna táplálására szolgáló elsőként megépült mesterséges víztározó a maga korában kuriózumnak számított. A gát 700 méter hosszú, 30 méterrel a folyó ágya felett található, és az alapjánál 120 méter széles; az építésnél több száz helyi asszony hordta a földet kosarakban.

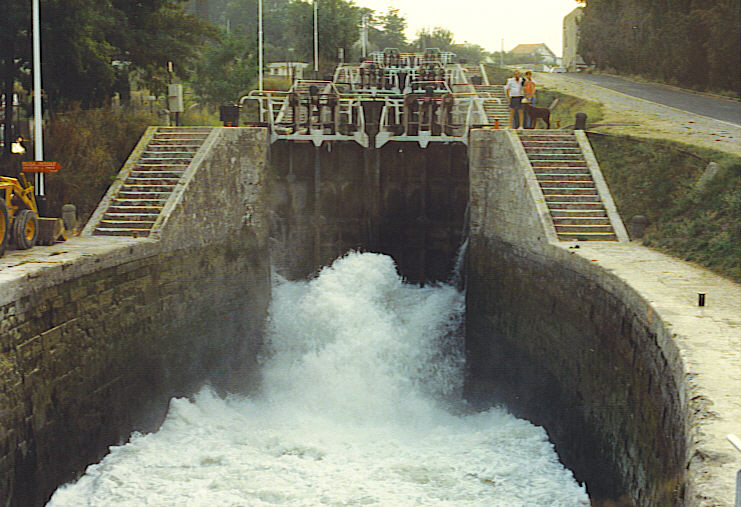
Zsilip a csatornán
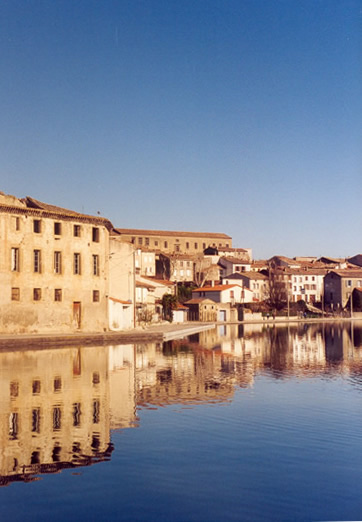
A Canal du Midi Castelnaudary mellett
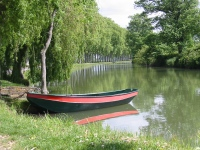
A csatorna Toulouse-tól délre

## Fordítás
Ez a szócikk részben vagy egészben a Canal du Midi című angol Wikipédia-szócikk ezen változatának fordításán alapul.  Az eredeti cikk szerkesztőit annak laptörténete sorolja fel. Ez a jelzés csupán a megfogalmazás eredetét és a szerzői jogokat jelzi, nem szolgál a cikkben szereplő információk forrásmegjelöléseként.